# 2008年索尼愛立信公開賽
2008年索尼愛立信公開賽于2008年3月26日至4月6日在美國邁阿密舉行，又稱2008年邁阿密大師賽，為第24屆賽事，在ATP為大師系列賽之一，在WTA為一級錦標賽，這是一項男女合辦的賽事，舉辦於克蘭登公園網球中心。

## 冠軍

### 男子單打
尼古莱·达维登科 擊敗  拉斐爾·納達爾（6–4, 6–2）
- 這是达维登科職業生涯第12個單打冠軍。

### 女子單打
莎蓮娜·威廉絲 擊敗  耶萊娜·揚科維奇（6–1, 5–7, 6–3）
- 這是小威廉絲職業生涯第30個單打冠軍。

### 男子雙打
鲍勃·布赖恩 /  迈克·布赖恩

### 女子雙打
卡塔琳娜·斯雷博特尼克 /  杉山愛

## 外部連結
- 官方網址